# عادل الملا
عادل الملا (من مواليد 1970م - توفي 7 مايو 2022م) لاعب كرة قدم قطري سابق. خاض مع منتخب قطر عدة مباريات دولية وكان يلعب مع العربي القطري وبعدها انتقل إلى الخور القطري ومنه إلى نادي الريان القطري قبل عودته من جديد إلى فريقه السابق العربي القطري.
صرح بميوله في قناة الدوري والكاس في الدوري السعودي وانه من مشجعي نادي النصر السعودي.

## كأس الخليج 1992
سجل هدف في مرمى منتخب الكويت لكرة القدم.

## روابط خارجية
- عادل الملا على موقع الاتحاد الدولي (مؤرشف)  (الإنجليزية)
- عادل الملا على موقع قاعدة بيانات كرة القدم.إي يو (الإنجليزية)
- عادل الملا على موقع ناشيونال فوتبول تيمز (الإنجليزية)
- عادل الملا على موقع كووورة
- عادل الملا على موقع أوليمبيديا (الإنجليزية)